# Rafael Xambó i Olmos
Rafael "Rafa" Xambó i Olmos (Algemesí, 1954) és un escriptor, músic i sociòleg valencià.

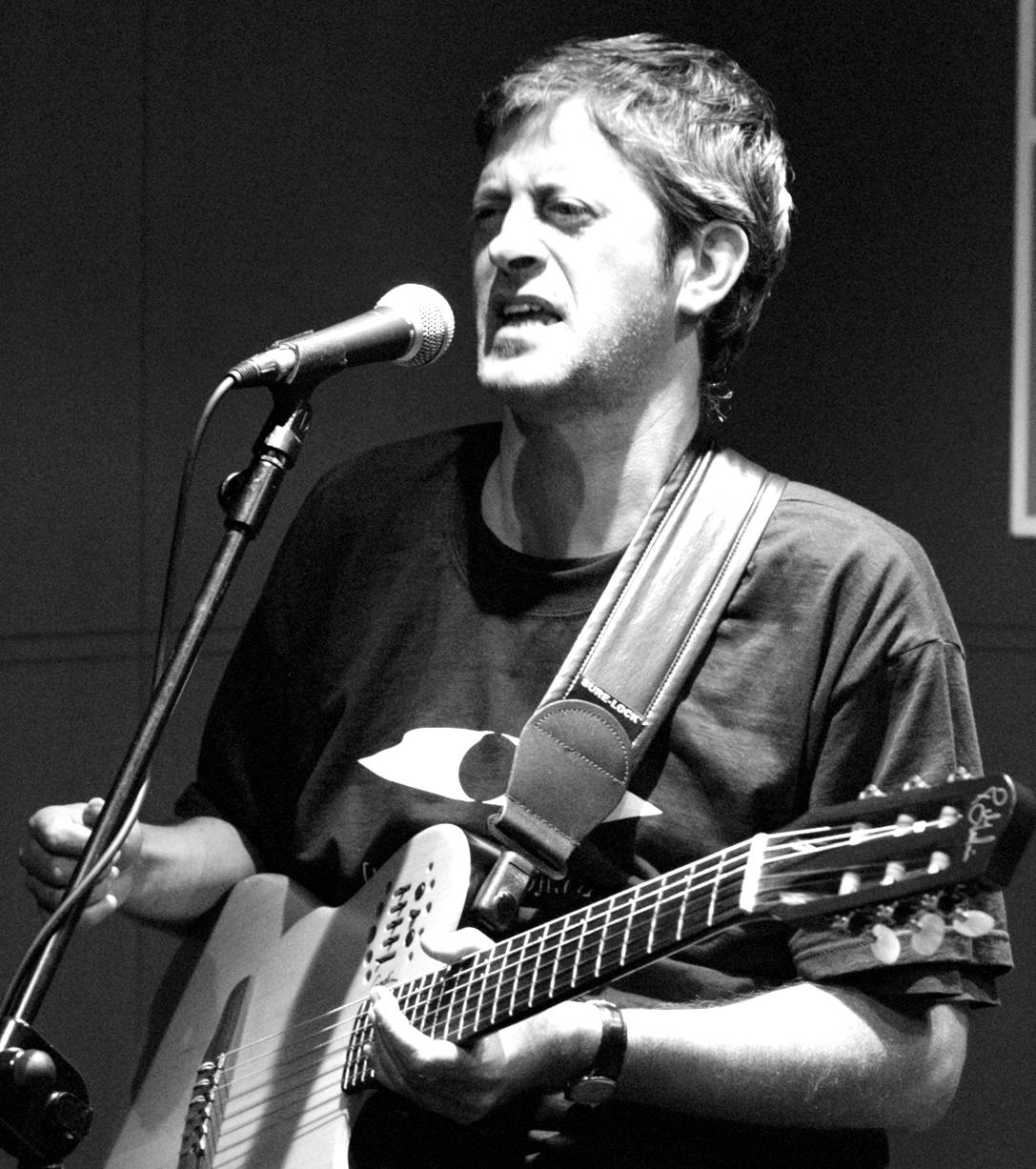
Actuació l'abril de 2014

Ha estat membre del consell d'administració de RTVV a proposta del grup parlamentari Compromís des del 2011 fins al tancament RTVV.
A més de nombrosos llibres i articles divulgatius sobre la seva professió, la sociologia, Rafa Xambó enceta el registre literari amb El Riu dels ulls (2013), una obra a mig camí entre la novel·la, l'assaig i l'autobiografia. La seva escriptura transmet una clara voluntat comunicativa d'arribar al lector, exposant la pròpia experiència de manera descarnada, directa i sense ornaments.

## Discografia
1. 7 acústics (PM produccions, 2002)
2. Dies Oberts (Cambra Records, 2003)
3. Cançons de la memòria trista (Picap, 2006)
4. Andanes (Picap, 2010)
5. T'estimo tant. Sonets de Shakespeare (Comboi Records, 2013)
6. Llibertat! (Cilestis, Picap, 2015)
7. La dansa d'un temps nou (Stanbrook, 2021)
8. Cantata de València (Stanbrook, 2022)

## Llibres
1. L'alliberament sexual dels joves. Mite o Realitat (IVEI, IAM, 1986)
2. Sexualitat provisional (Tres i quatre, 1988)
3. Dies de premsa. La comunicació al País Valencià des de la transició política (L'eixam,1995)
4. Comunicació, política i societat. El cas valencià (Tres i quatre, 2001)
5. Pamflets anacrònics (Tres i quatre, 2007)
6. El riu dels ulls (Tria Llibres, 2013)